# Bill Talbert
Bill Talbert, właśc. William Franklin Talbert (ur. 4 września 1918 w Cincinnati, Ohio, zm. 28 lutego 1999), tenisista amerykański, zwycięzca dziewięciu turniejów wielkoszlemowych w grze podwójnej i mieszanej, zdobywca Pucharu Davisa.

## Kariera tenisowa
Praworęczny Talbert grał chętnie z głębi kortu, dysponując klasycznymi uderzeniami, ale posiadał również skuteczny wolej, który otworzył mu drogę do sukcesów deblowych. W deblu odbierał serwis przeciwnika z prawej strony. Znany był z umiejętności taktycznych na korcie.
Między 1941 a 1954 trzynaście razy figurował w czołowej dziesiątce rankingu amerykańskiego, w tym na pozycji wicelidera w 1944 i 1945. W 1949 i 1950 znalazł się także w dziesiątce nieoficjalnego rankingu światowego (w okresie II wojny światowej tej klasyfikacji nie prowadzono), w 1949 na trzecim miejscu (za rodakami Pancho Gonzálezem i Tedem Schroederem). Zaliczył dwa finały mistrzostw USA w grze pojedynczej, przegrywając w 1944 i 1945 z Frankiem Parkerem. Talbert, w odróżnieniu od swojego przeciwnika, pozostawał w okresie wojennym poza służbą wojskową ze względu na cukrzycę. W innych turniejach wielkoszlemowych najdalej w singlu doszedł do półfinału mistrzostw Francji w 1950. Przegrał z późniejszym triumfatorem imprezy Budge Pattym 6:2, 4:6, 4:6, 6:4, 11:13. Talbert był także zwycięzcą w singlu halowych mistrzostw USA (1948, 1951) oraz mistrzostw USA na kortach ziemnych (1945). W 1950 przegrał w czterech setach z Jaroslavem Drobným w finale międzynarodowych mistrzostw Włoch.
Większe sukcesy Talbert odniósł jako deblista. Tworzył uznaną parę z Gardnarem Mulloyem, z którym był w sześciu finałach mistrzostw USA, z czego wygrał cztery (1942, 1945, 1946, 1948). Szczególnie dramatyczny był finał z 1946, w którym Talbert z Mulloyem zmierzyli się z Donem McNeillem i Frankiem Guernseyem. Emocje sięgnęły zenitu w piątym secie, w którym najpierw przy serwisie Mulloya rywale mieli pięć piłek meczowych (0:40 przy stanie 6:7 i 15:40 przy 10:11), a potem dwie kolejne przy serwisie Talberta (13:14, 30:40 i przewaga). Szóstą piłkę meczową Talbert – po krosowym returnie Guernseya – obronił wolejem, który w opinii wielu obserwatorów spadł poza pole. Guernsey i McNeill zmierzali już w stronę siatki, by podziękować za grę, jednak sędzia nie wywołał autu i mecz kontynuowano, by ostatecznie zakończyć za ósmym meczbolem – tym razem dla Talberta i Mulloya. Sam Talbert w późniejszych wspomnieniach miał wątpliwości co do decyzji sędziowskiej, chociaż dyplomatycznie stwierdził, że piłka „zapewne musnęła linię”. Końcowy wynik finału to 3:6, 6:4, 2:6, 6:3, 20:18, a piąta partia okazała się najdłuższym decydującym setem rozegranym w finale wielkoszlemowym.
Talbert zdobył także cztery tytuły mistrza USA w grze mieszanej, w latach 1943–1946, występując w parze z Margaret Osborne DuPont. Z tą samą partnerką przegrywał finały w 1948 i 1949. W parze z Patricią Todd osiągnął finał miksta na mistrzostwach Francji w 1950, ale decydujący mecz, z powodu problemów zdrowotnych partnerki, musiał oddać walkowerem. W tym samym roku wygrał w Paryżu grę podwójną, partnerując Tony’emu Trabertowi. Do kolekcji tytułów Talberta należy dodać triumfy w mistrzostwach USA na różnych nawierzchniach – w hali w deblu (1949, 1950, 1951 z Donem McNeillem, 1952 z Budge Pattym, 1954 z Tonym Trabertem) i mikście (1947 i 1948 z Doris Hart), na kortach ziemnych w deblu (1942 z Billem Reedy, 1944 i 1945 z Pancho Segurą, 1946 z Gardnarem Mulloyem).
Wystąpił w sześciu edycjach Pucharu Davisa, pełnił również funkcję kapitana. Debiutował w 1946, ale w zwycięskim finale przeciwko Australijczykom nie wystąpił. W 1948 zdobył w parze z Mulloyem deblowy punkt, który przesądził o kolejnej udanie obronie trofeum przez Amerykanów. Rok później wprawdzie mecz deblowy (również z Mulloyem) przegrał, ale singliści – Schroeder i Gonzalez – dali i tak USA pewne zwycięstwo w finale. W pozostałych sezonach, w których Talbert był w ekipie jako zawodnik (1951, 1952 i 1953), finały na swoją korzyść rozstrzygała Australia kosztem USA. Kapitanem ekipy amerykańskiej Talbert był w niektórych meczach w 1952 i 1953, a następnie przez całe sezony w latach 1954–1957. W 1954 kierowana przez niego ekipa, w składzie Tony Trabert i Vic Seixas, odzyskała na rok Puchar Davisa, pokonując młodych Australijczyków Kena Rosewalla i Lew Hoada. Łącznie jako zawodnik w rozgrywkach pucharowych Talbert wygrał dwa mecze w singlu (bez porażki) oraz siedem w deblu (jedna porażka), a jako kapitan prowadził zespół w seidemnastu spotkaniach międzypaństwowych, z czego Amerykanie wygrali trzynaście.
Po zakończeniu kariery zawodowej był cenionym autorem tenisowym. Razem z Bruce Oldem opracował podręczniki The Game of Singles in Tennis i The Game of Doubles in Tennis, napisał również autobiografię Playing for Life oraz zarys historyczny turnieju o mistrzostwo USA w grze pojedynczej Tennis Observed. Był również aktywnym działaczem sportowym, m.in. dyrektorem mistrzostw USA (wówczas już US Open), gdzie, po własnych doświadczeniach zawodniczych, był rzecznikiem likwidacji długich setów i wprowadzenia tie-breaka (od 1970). W 1967 został wpisany do Międzynarodowej Tenisowej Galerii Sławy.

## Osiągnięcia w turniejachwielkoszlemowych
- mistrzostwa Francji
  - gra podwójna – wygrana 1950 (z Tony Trabertem)
  - gra mieszana – finał 1950 (z Patricią Todd)
- mistrzostwa USA
  - gra pojedyncza – finały 1944, 1945
  - gra podwójna – wygrane 1942, 1945, 1946, 1948 (wszystkie z Gardnarem Mulloyem), finały 1943 (z Davidem Freemanem), 1944 (z Pancho Segurą), 1947 (z Billem Sidwellem), 1950, 1953 (oba z Gardnarem Mulloyem)
  - gra mieszana – wygrane 1943, 1944, 1945, 1946, finały 1948, 1949 (wszystkie z Margaret Osborne DuPont)

## Finały singlowe w turniejach wielkoszlemowych
- mistrzostwa USA 1944 – 4:6, 6:3, 3:6, 3:6 z Frankiem Parkerem
- mistrzostwa USA 1945 – 12:14, 1:6, 2:6 z Frankiem Parkerem